# Leptochilus ressli
Leptochilus ressli är en stekelart som beskrevs av Gusenleitner 1985. Leptochilus ressli ingår i släktet Leptochilus och familjen Eumenidae. Inga underarter finns listade i Catalogue of Life.